# Stanley Hotel (Nairobi)
Pour l’article homonyme, voir Stanley Hotel.
Le Stanley Hotel (actuellement appelé Sarova Stanley) est un hôtel cinq-étoiles situé à Nairobi, au Kenya. Créé en 1902 par la femme d'affaires Mayence Bent alors que Nairobi n'était qu'une halte ferroviaire, c'est le plus ancien hôtel de la ville. Il est nommé en référence à l'explorateur gallois Henry Morton Stanley, principalement connu pour ses expéditions en Afrique centrale ainsi que pour ses recherches entreprises pour retrouver le missionnaire et explorateur David Livingstone, alors porté disparu.
Depuis le début des années 1990, le Stanley Hotel héberge des participants à des safaris au Kenya. Il a également accueilli des membres de familles royales, des personnalités politiques ainsi que des stars du cinéma et des écrivains. Il est toujours fréquenté pour des conférences d'affaires et pour le tourisme.
En 2015, le Sarova Stanley compte 217 chambres. Plusieurs suites sont nommées en l'honneur de personnes célèbres y ayant séjourné ; ainsi, la suite « The Windsor » est nommée en référence au Prince de Galles (devenu le roi Édouard VIII par la suite), la suite « Karen Blixen » en référence à l'auteur de La Ferme africaine, la suite « Hemingway » en l'honneur de l'écrivain américain Ernest Hemingway, et la « Churchill Ballroom » en référence à Winston Churchill, ancien Premier ministre du Royaume-Uni. La suite présidentielle Stanley, portant le nom de l'explorateur Henry Morton Stanley, a notamment accueilli le Président namibien Sam Nujoma.
L'hôtel comporte trois restaurants : le Thorn Tree Café, le Thai Chi Restaurant et le Pool Deck Restaurant. Le Exchange Bar, nommé en référence au Nairobi Securities Exchange, est le successeur du Long Bar, endroit où les actions boursières étaient échangées à Nairobi.

## Histoire

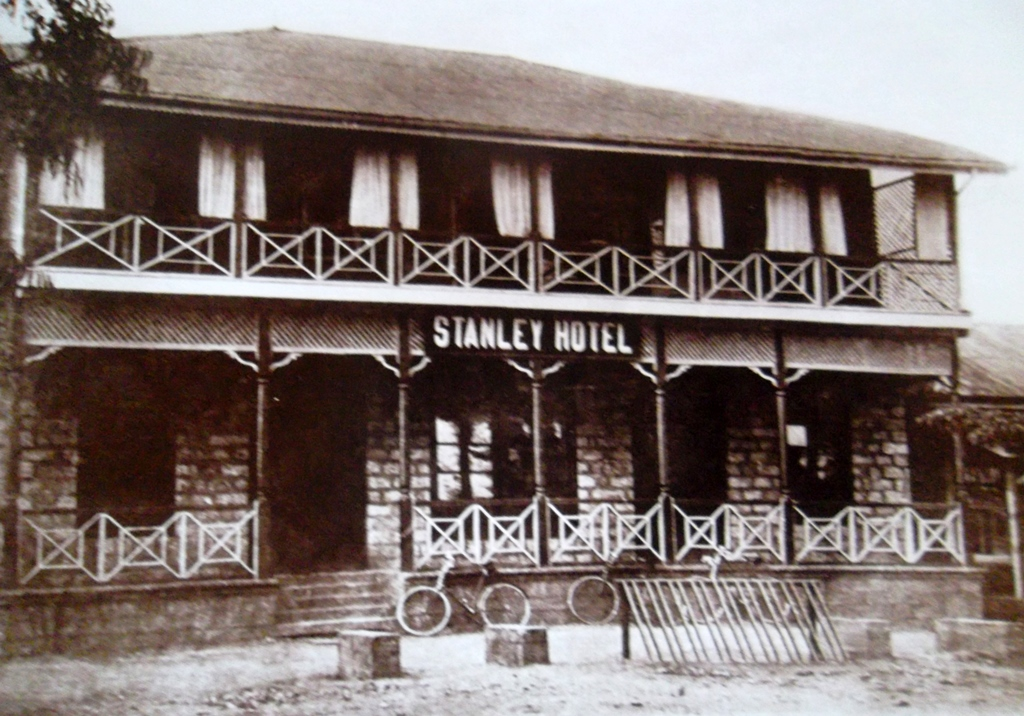
Le Stanley Hotel vers 1904

Le Stanley Hotel ouvre en 1902 sous le nom de Victoria Hotel ; il comportait alors quatre chambres peu meublées au-dessus du magasin de Tommy Wood, où Mayence Bent (née Woodbury) tenait la boutique ainsi que le bureau de poste. Mayence Bent travaillait également en tant que couturière et chapelière. Elle est embauchée dans la boutique en 1898 après être venue s'installer à Nairobi avec son mari (et beau-frère) William Stanley Bent, ainsi que leur fille Gladys. À l'origine, Mayence voulait apporter du beurre et des légumes frais provenant de la ferme de son mari, située dans un domaine de 16 hectares à Kikuyu, à une vingtaine de kilomètres de la capitale. Mais en 1904, à la suite d'un désaccord avec Wood, Mayence trouve un fermier fournisseur originaire de Sotik, Daniel Ernest Cooper, et ouvre le premier Stanley Hotel.

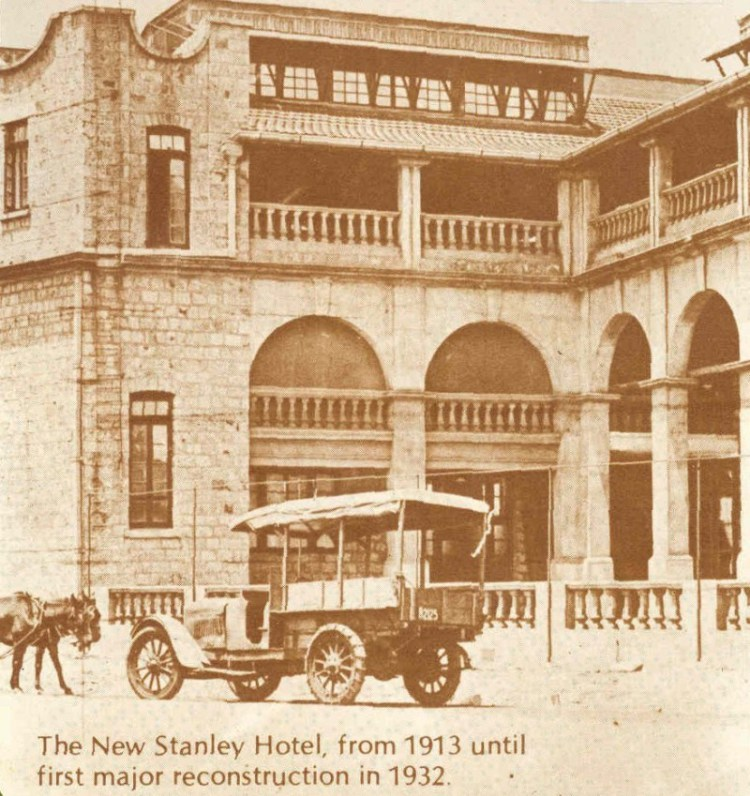
Le New Stanley Hotel en 1913

Le premier Stanley Hotel se trouve dans un bâtiment en bois de deux étages, et comprend 15 lits. En 1905, une licence de débit de boissons est accordée à D. E. Cooper pour l'hôtel. Plus tard dans la même année, un incendie détruit la Victoria Street (aujourd'hui nommée Tom Mboya Street), où les deux hôtels étaient situés. Mayence reloge donc les occupants dans un bâtiment ferroviaire inhabité de Government Road.
W. S. Bent fait banqueroute en 1908 (puis à nouveau en 1913). Peu après, Mayence se marie avec Frederick Francis Tate, le frère de James W. Tate (en) et de Maggie Teyte. D. E. Cooper repart à Sotik en 1909, mettant un terme à son partenariat avec Mayence. En 1912, Fred Tate rachète deux parcelles de terrain et fait construire à Delamere Avenue un hôtel conçu par les architectes Robertson, Gow & Davidson. Ce bâtiment comporte 60 chambres réparties sur trois étages. En 1913, lorsque la construction du nouvel hôtel est achevée, l'ancien site est vendu au maître de poste Daniel William Noble. Tate voulait alors nommer le nouvel hôtel « Stanley Hotel », mais Noble le poursuit en justice et obtient le droit de nommer son hôtel « Old Stanley Hotel ». Tate nomme donc son hôtel « New Stanley Hotel ».

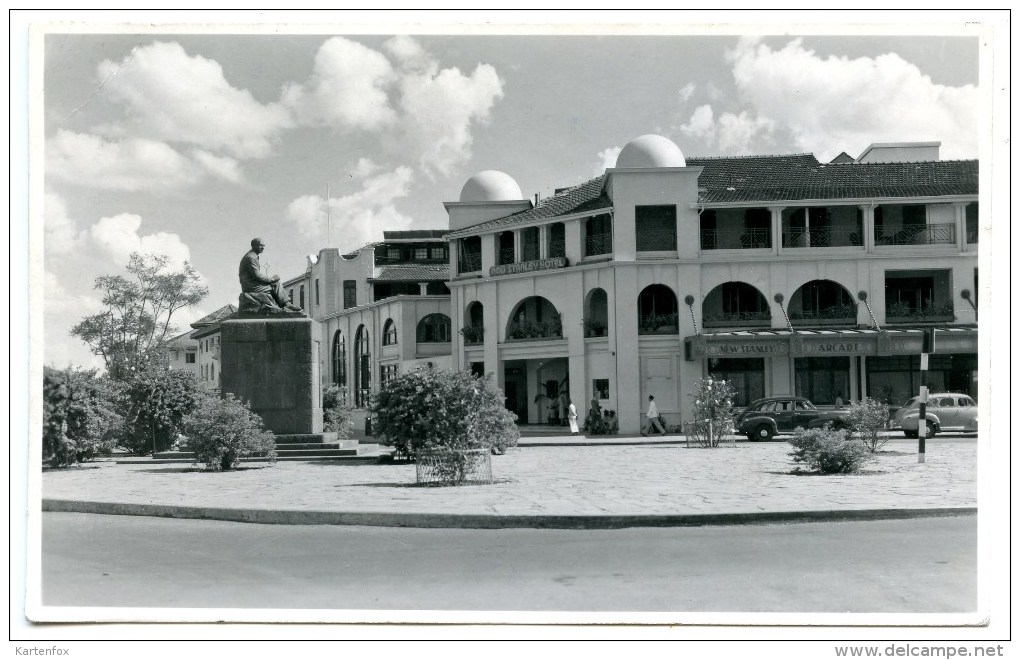
Le New Stanley Hotel vers 1950

Durant la Première Guerre mondiale, Fred Tate est lieutenant au sein des forces locales ; il est blessé, devient aveugle et est victime d'une paralysie générale. En 1926, il retourne à Londres avec Mayence,, laissant la direction de l'hôtel à Albert Ernest Waterman, sa femme Florence Annie et leur fille Ruby. En 1932, après six ans à Londres, les Tates reviennent à Nairobi, où ils ouvrent le New Stanley Long Bar. Fred Tate s'occupe notamment de gérer les appréciations des clients ainsi que les menus des restaurants de l'hôtel. Après la mort de Fred en 1937, Mayence ne porte plus d'intérêt à la gestion de l'hôtel. Elle vend alors l'hôtel à Abraham Lazarus Block, un entrepreneur juif lituanien, en 1947. Elle déménage ensuite à Hove, une petite ville du sud de l'Angleterre, où elle meurt en 1968 à l'âge de 99 ans.

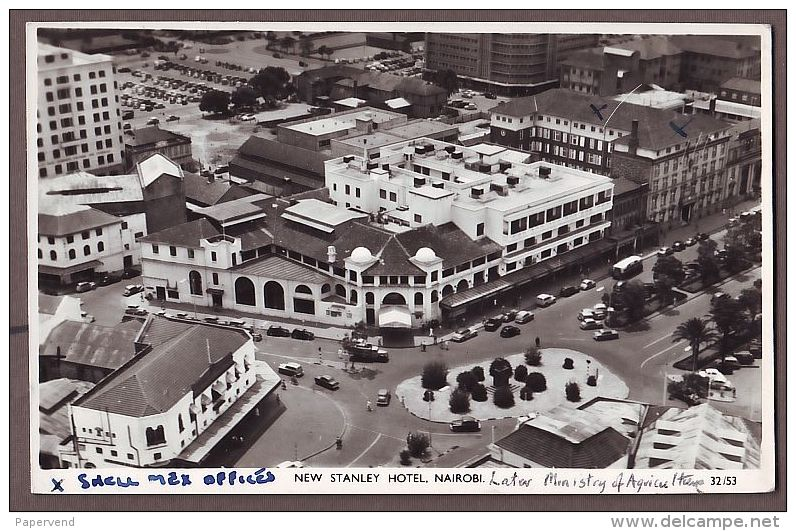
Le New Stanley Hotel vers 1950

L'investissement d'Abraham Block dans l'hôtel Stanley n'a cependant pas débuté en 1947, mais dès 1903. Block avait trouvé un accord avec Mayence Bent dans le cadre d'une vente de matelas cousus pour le Victoria Hotel. À l'origine, Block a fui son pays d'origine, la Lituanie, pour échapper aux persécutions religieuses, et s'est installé en Angleterre. Voyant que la vie à Londres « ne l'amenait nulle part », il décide de suivre son père, qui avait fui en Afrique du Sud, où il a combattu lors de la Deuxième Guerre des Boers. Block, convaincu que le Kenya était un « nouveau Sion » pour les Juifs, se rend à Nairobi en prenant le bateau à vapeur Feldmarschall et le train. Peu après son arrivée, Block fait la connaissance de Mayence, qui lui fait part de son manque de matelas pour l'hôtel. Block embauche R. A. de Souza pour coudre des matelas, ainsi que des paysans pour remplir les matelas d'herbe.

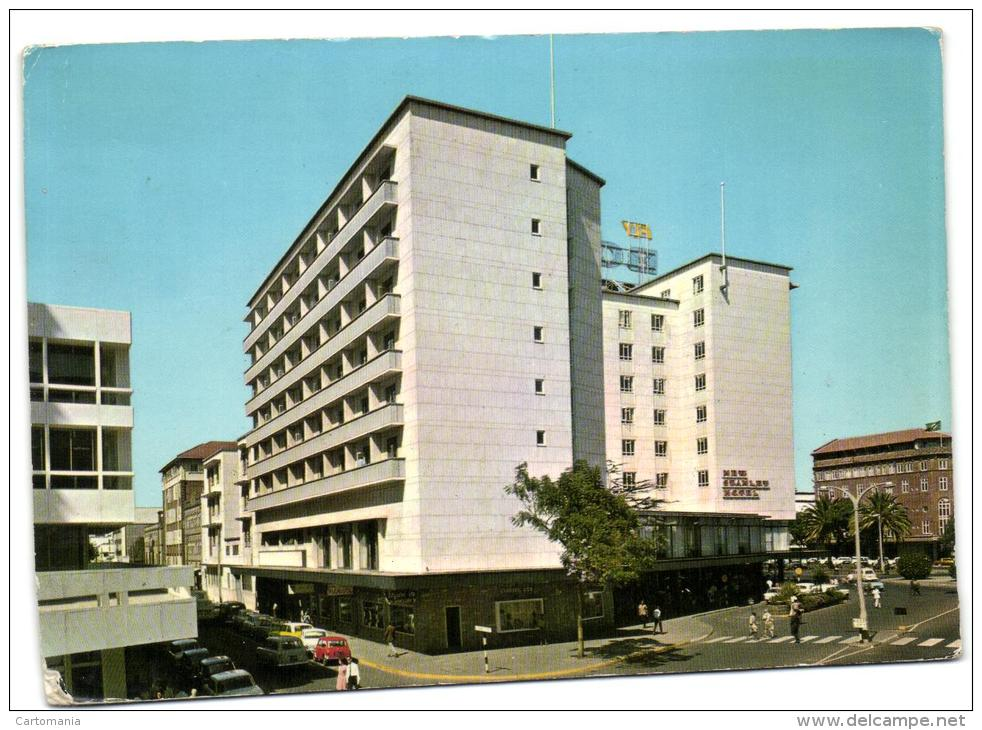
Le New Stanley Hotel vers 1960

En 1958, une grande partie de l'hôtel est détruite, avant d'être reconstruite selon les plans créés par les deux fils d'Abraham Block. En 1978, l'hôtel est racheté par le groupe Sarova, appartenant à Abraham Block et sa famille. En 1998, l'hôtel est rénové pour un coût de 20 millions de dollars américains, et est renommé « The Stanley Hotel ».
L'hôtel est le premier endroit où la bière Tusker (en) est vendue en 1922. Les dix premières bouteilles ont été produites manuellement et remises en main propre au gérant de l'hôtel. La même année, une bourse de valeurs est mise en place dans le Exchange Bar ; cette bourse est l'ancêtre de la bourse des valeurs de Nairobi, créé en 1954.

## Services
Le Stanley Hotel comporte 217 chambres, dont 160 chambres de luxe, 32 club rooms, 2 chambres simples, 21 suites, une suite présidentielle et une suite-terrasse. Les chambres de luxe sont généralement équipées de décorations en chintz et de revêtements luxueux. Les suites comportent une ou deux chambres, un séjour ainsi que des toilettes. La suite présidentielle comporte également une pièce pour les gardes du corps.
L'hôtel comprend neuf salles équipées de matériel audiovisuel pour les conférences, dont une salle de danse de 227 m2 et une salle d'affaires avec ordinateurs, fax, photocopieur et autres services. Le Sarova Stanley comporte également une piscine de toit chauffée, ainsi qu'un centre de remise en forme comprenant un sauna et un hammam. L'hôtel comporte aussi plusieurs magasins situés au premier étage, dont des boutiques de souvenirs, une pharmacie et un opticien.

### Restaurants et bars
L'approvisionnement de l'hôtel en nourriture a beaucoup évolué depuis sa construction.
Le restaurant Thai Chi, ouvert en 2007, sert des spécialités thaïlandaises du XIIIe siècle. Le chef du restaurant, Phansandha Phommee, également connu sous le nom de « Chef Pu », a remporté plusieurs récompenses, dont le prix du Meilleur chef et meilleur restaurant de Nairobi des Chefs Delight Awards de 2013. Le restaurant est décoré de sculptures et d'œuvres d'art thaï,. L'entrée au restaurant requiert un code vestimentaire particulier et est interdite aux enfants de moins de 12 ans.

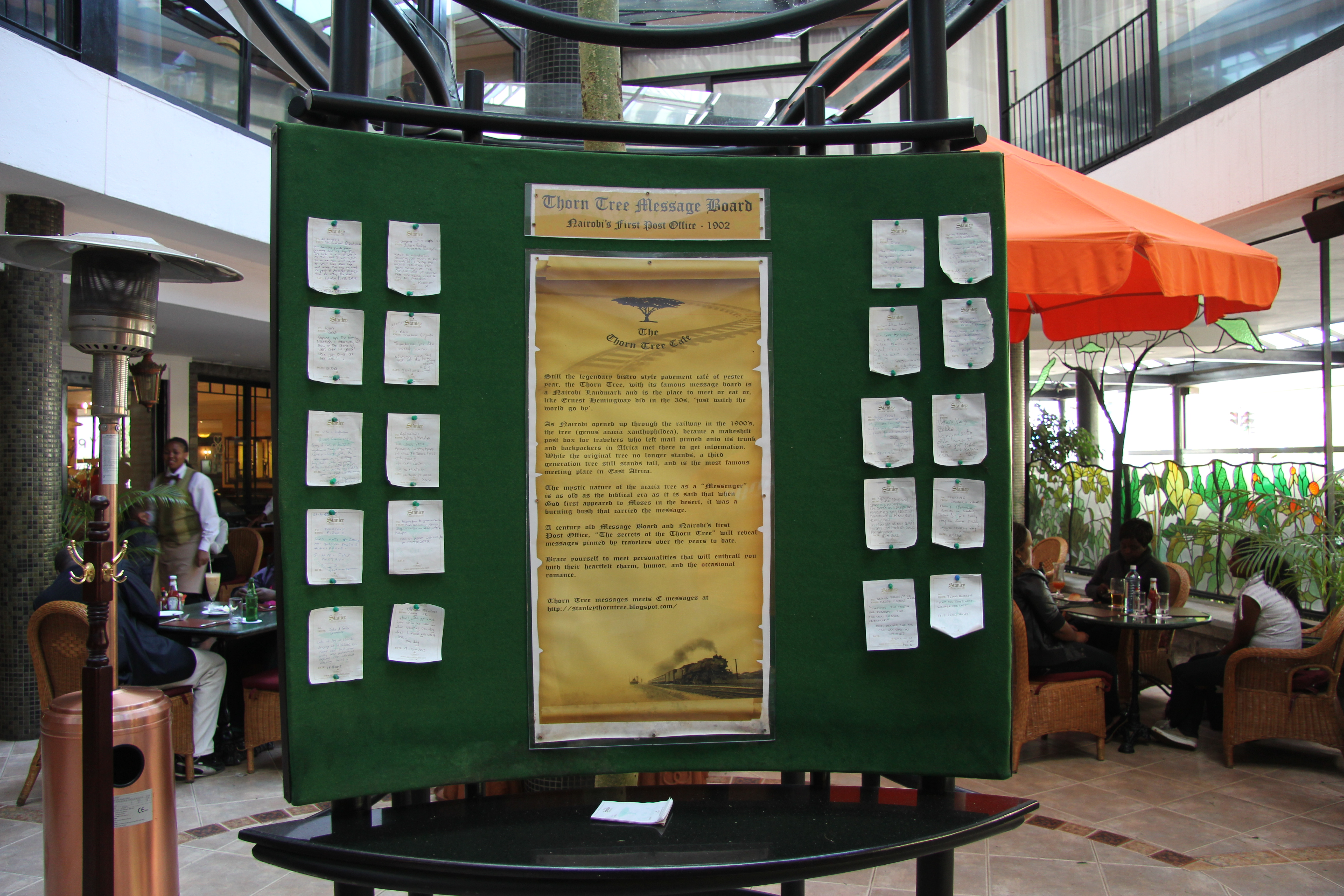
Panneau d'affichage du Thorn Tree

Le café Thorn Tree est un café à ciel-ouvert situé au sein de l'hôtel. Il sert des plats de cuisine européenne et de Nouvelle Cuisine cuits dans un four à bois. Le café est tenu par le chef Godfrey Ouda, qui est également responsable de l'équipe de direction. Le café est nommé en référence à l'acacia qui se trouve en son centre. L'arbre actuel est le troisième du café. Le premier a été enlevé en 1961, et a été remplacé par un autre, qui est substitué par le troisième acacia en 1997. Durant la cérémonie de plantation, une capsule temporelle est enterrée sous l'arbre ; elle devra être ouverte en 2038. Le forum de discussion du site Internet du guide touristique Lonely Planet, « Thorn Tree travel forum », est nommé en référence à cet arbre. Le premier bureau postal de Nairobi se trouvait à cet endroit, et les touristes y laissent toujours des messages et des publicités. 
Le Pool Deck Restaurant se trouve à côté de la piscine de toit de l'hôtel, au neuvième étage. Le Exchange Bar est nommé en référence au Nairobi Securities Exchanges (en), la bourse de la ville. Il a été construit après la fermeture du Long Bar, qui a ouvert en 1932.

## Clients célèbres
L'hôtel est connu pour avoir accueilli des conférences entre des dirigeants politiques, écrivains et autres célébrités, dont Ernest Hemingway,, Winston Churchill, Clark Gable, Ava Gardner, Grace Kelly, Gregory Peck, Michael Caine, Sean Connery et Frank Sinatra. En 1952, la Princesse Élisabeth visite l'hôtel dans le cadre d'un voyage autour du monde, réalisé peu avant le décès de George VI et son accession au trône du Royaume-Uni et du Commonwealth.
Le Stanley Hotel a influencé plusieurs écrivains. Ernest Hemingway a séjourné à l'hôtel à plusieurs reprises. En 1934, alors qu'il guérit d'une amibiase, il reste durant plusieurs semaines à l'hôtel. Durant cette période, il prend des notes pour l'écriture de ses œuvres Les Vertes Collines d'Afrique et Les Neiges du Kilimandjaro. Hemingway mentionne le Stanley Hotel dans ces écrits ; il est alors l'un des premiers auteurs à utiliser le mot « safari » dans la langue anglaise. Hemingway retourne au Stanley Hotel en 1954. 

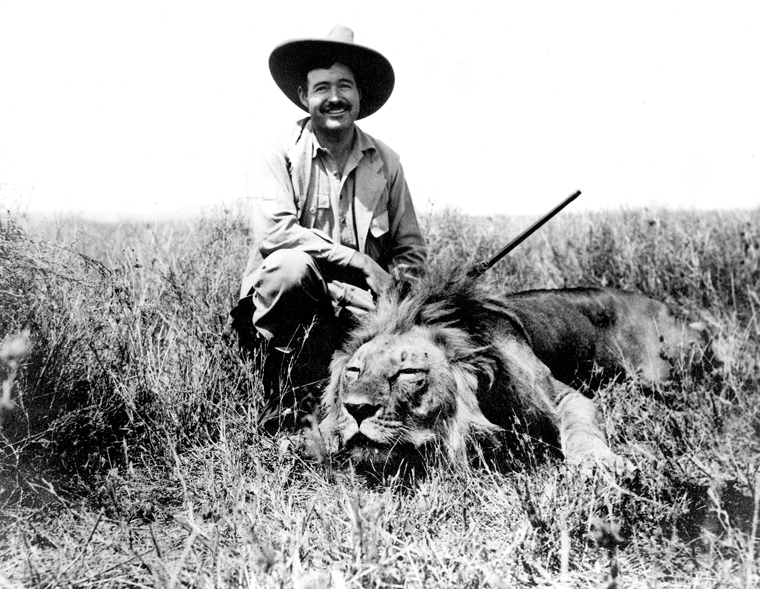
Ernest Hemingway lors d'un safari en 1934

Le colonel John Henry Patterson, qui a écrit le récit The Man-eaters of Tsavo (en), qui a été adapté au cinéma sous le nom de L'Ombre et la Proie, a trouvé son inspiration lors de son séjour au Stanley Hotel.
Elspeth Huxley, l'auteur de The Flame Trees of Thika, The Mottled Lizard, et de Red Strangers (en), fréquentait le Stanley Hotel et l'a utilisé comme lieu de déroulement de plusieurs de ses œuvres.

## Dans la culture populaire
L'Heure triomphale de Francis Macomber, une nouvelle écrite par Ernest Hemingway en 1936, se déroule dans le New Stanley Hotel. En 1947, elle est adaptée au cinéma sous le titre de L'Affaire Macomber, un film tourné à l'hôtel,, dans lequel jouent notamment Gregory Peck et Joan Bennett.